# Медаль Свободы (США)
Меда́ль Свобо́ды (англ. Medal of Freedom) — гражданская медаль Соединённых Штатов Америки, учреждённая президентом Гарри Трумэном в 1946 году для награждения всех граждан, оказавших помощь Соединённым Штатам Америки и их союзникам в победоносном завершении Второй мировой войны. Награждение де-юре производил Государственный секретарь США, Военный министр США или Министр военно-морских сил США, однако доподлинно известно, что награды вручали и президенты США Дуайт Эйзенхауэр и Джон Кеннеди.

## Описание
Медаль представляет собой бронзовый диск, на аверсе которого изображён направленный влево (от зрителя) профиль человека с головным убором, внешне напоминающим белоголового орлана, украшенный звёздами; в нижней части диска написано заглавными буквами FREEDOM. На реверсе медали изображён Колокол Свободы, вокруг которого заглавными буквами написано UNITED STATES OF AMERICA. Лента медали — красная с четырьмя тонкими белыми полосами.
Согласно приказу №9586, которым была учреждена медаль, награждение одного человека может производиться только один раз, но за существенный акт, который помог завершить войну и был удостоен награждения медалью. Для удобства были введены планки с бронзовой, серебряной и золотой пальмовыми ветвями. Достаточно много граждан иностранных государств были награждены этой медалью, о награждении американских граждан сведений нет.
С 22 февраля 1963 года вместо этой медали гражданам стала присуждаться Президентская медаль Свободы.